# 博里夫卡 (切爾尼夫齊區)
48°29′57″N 28°15′28″E / 48.49917°N 28.25778°E
博里夫卡（烏克蘭語：Борівка）是位於烏克蘭西南部的村莊，由文尼察州裡莫希利夫-波季利斯基区的切爾尼夫齊市鎮負責管轄。該村始建於1576年，面積6.34平方公里，海拔高度181米，2001年人口3,626。